# Ephraim M. Sparrow
Ephraim M. Sparrow (27 de maio de 1928 – 1 de agosto de 2019) foi um engenheiro estadunidense.
Foi professor de engenharia na Universidade de Minnesota. É conhecido por suas contribuições em todos os aspectos da transmissão de calor e mecânica dos fluidos. Sparrow é listado como um dos autores mais citado em engenharia no ISI Web of Knowledge.

## Carreira acadêmica
Sparrow obteve os graus de bacharel (Bachelor of Science - B.S., 1948) e mestre (Master of Science - M.S., 1949) em engenharia mecânica no Instituto de Tecnologia de Massachusetts. Obteve então o Masters of Arts (M.A., 1950) e o doutorado (Ph.D., 1952) na Universidade Harvard, ambos em engenharia mecânica.
Em 1959, tornou-se professor do Departamento de Engenharia Mecânica da Universidade de Minnesota. Foi diretor do programa de mecânica dos fluidos, de 1968 a 1980. Sparrow orientou 87 teses de doutorado e publicou mais de 550 artigos científicos.

## Honrarias e premiações
- Membro da Academia Nacional de Engenharia dos Estados Unidos, 1986[5]
- Medalha Worcester Reed Warner, 1986
- Membro da ASME
- Prêmio Monie A. Ferst, 1993[3]
- Medalha Ralph Coates Roe
- Max Jakob Memorial Award, 1976

## Livros
- E. M. Sparrow e R. D. Cess, Radiation Heat Transfer, CRC Press, 1978. ISBN 0891169237